# Mladí Titáni, do toho!
Mladí Titáni, do toho! (v anglickém originále Teen Titans Go!) je americký animovaný televizní seriál pro děti vysílaný od roku 2013 na stanici Cartoon Network.

## Příběh
Série sleduje dobrodružství mladých Titánů: Beast Boy, Robin, Cyborg, Raven a Starfire.

## Postavy
- Robin
- Starfire
- Raven
- Beast Boy
- Kyborg